# Straffkast

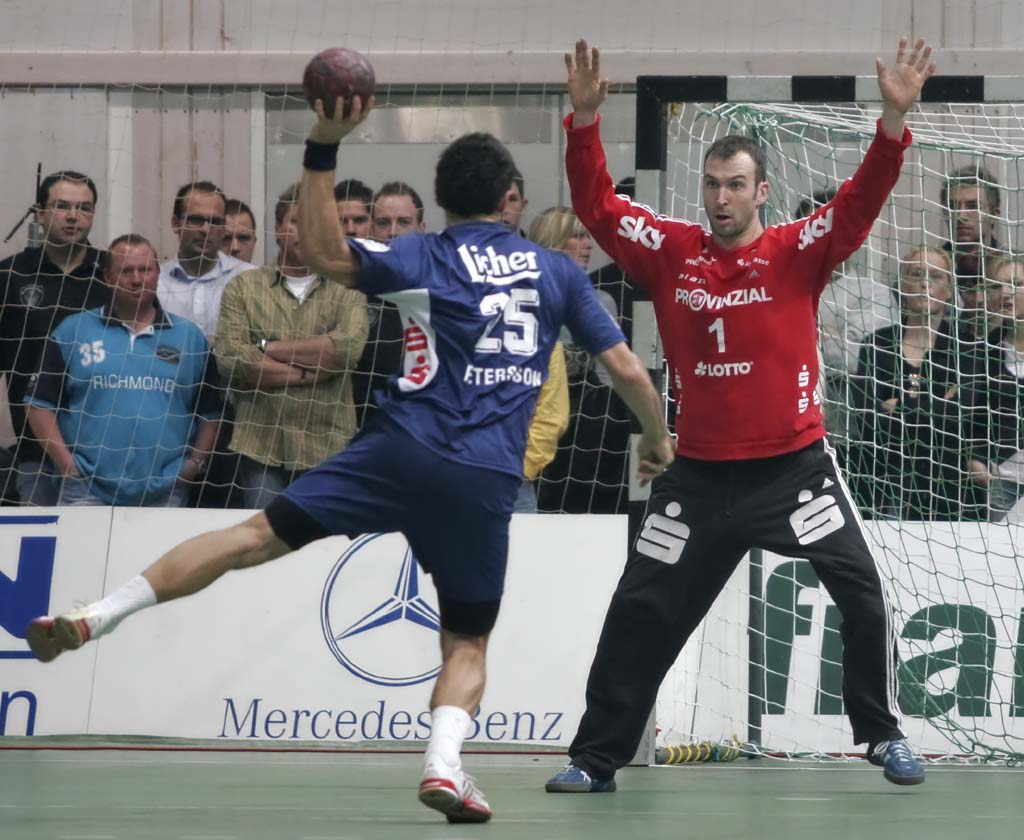
Straffkast i en match mellan TV Großwallstadt och THW Kiel 2006.

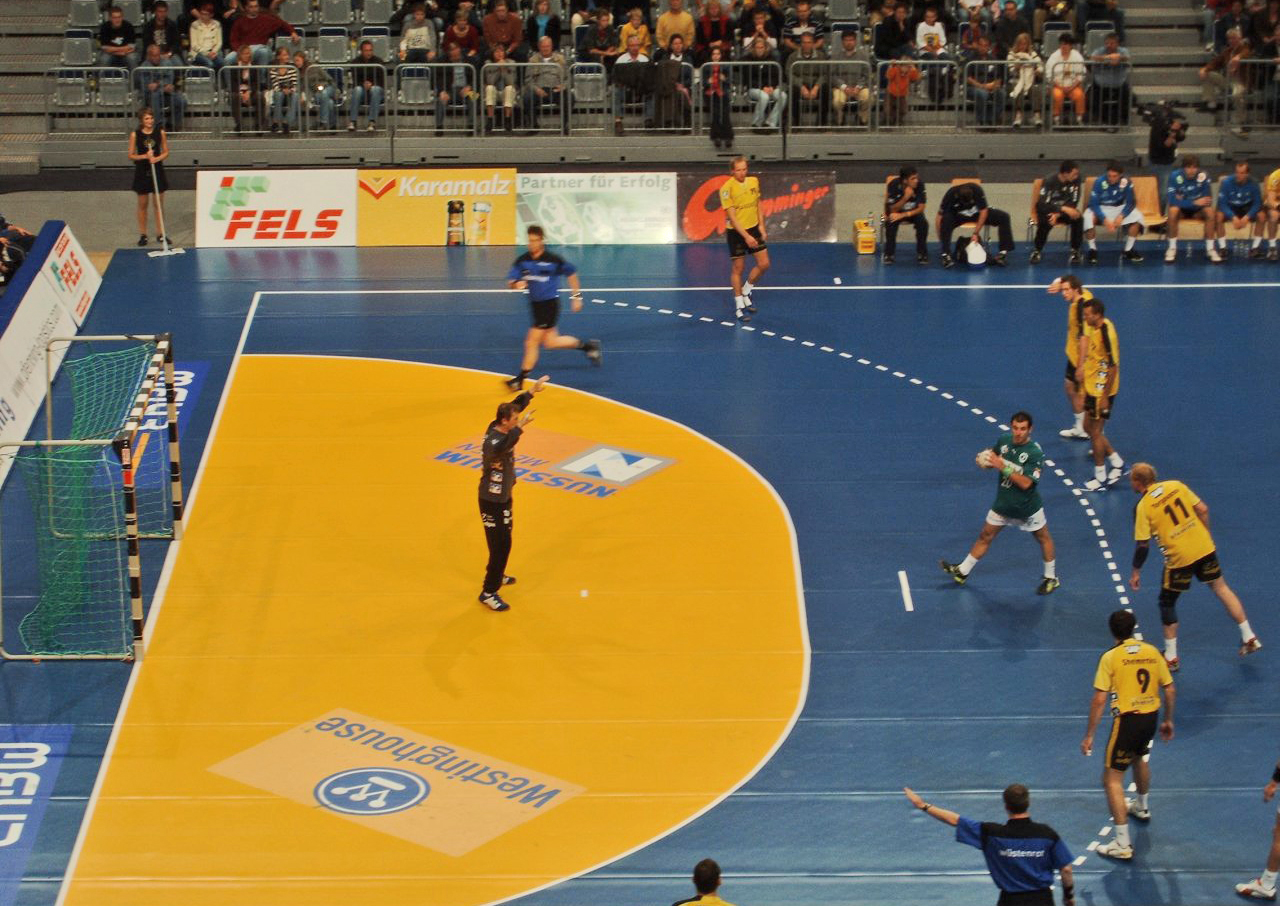
Straffkast i en match mellan SG Kronau/Östringen och HSG Wetzlar 2006.

Straffkast i handboll kan utdömas under match då en klar målchans förhindrats på ett icke tillåtet sätt eller som en straffkasttävling då en match som fortfarande är oavgjord efter förlängning måste avgöras.

## Straffkast under match
Straffkast döms då:
- en spelare, eller ledare, i motståndarlaget på ett regelvidrigt sätt hindrar en klar målchans, oavsett var på spelplanen
- en klar målchans blir felaktigt avblåst
- en ej i spelet deltagande person eller annan händelse, som t.ex. strömavbrott, på något sätt hindrar en klar målchans

Straffskytten måste ha foten i marken högst en meter bakom sjumeterslinjen och får inte hoppa under utförandet. Målvakten får inte stå längre ut från målet än 4 meter, en linje finns på planen. Alla andra spelare måste stå utanför det aktuella målets frikastlinje.

## Straffkasttävling
I matcher som inte får sluta oavgjort och som fortfarande är oavgjorda efter förlängning tillämpas straffkasttävling för att skilja lagen åt. Det görs genom att varje lag nominerar 5 spelare som ska lägga straffarna. Alla spelberättigade spelare får väljas, även målvakter. Alla straffar läggs mot samma, av domarna utsett, mål.
Genom lottning utses vilket lag som ska börja och lagen lägger sen straffarna växelvis. Om matchen inte är avgjord efter lagens första 5 straffar läggs straffarna i omgångar med ett kast för vardera laget tills ett avgörande sker. Vilken spelare som helst får nu väljas att lägga straffar men ingen spelare får utföra sitt tredje kast innan samtliga i laget har utfört två.

## Shoot-out
En match kan också avgöras genom shoot-out vilken utförs som en kontring där målvakten passar till en löpande medspelare som efter bollmottagning får ta max tre steg innan skott mot motståndarmålvakten. I övrigt avgörs shoot-outen enligt samma regler som för straffkasttävlingen enligt ovan men med den skillnaden att om matchen inte är avgjord efter de fem första kasten utses 5 nya skyttar och dessa kastar sedan omgång för omgång till dess att matchen blir avgjord.